# قابض

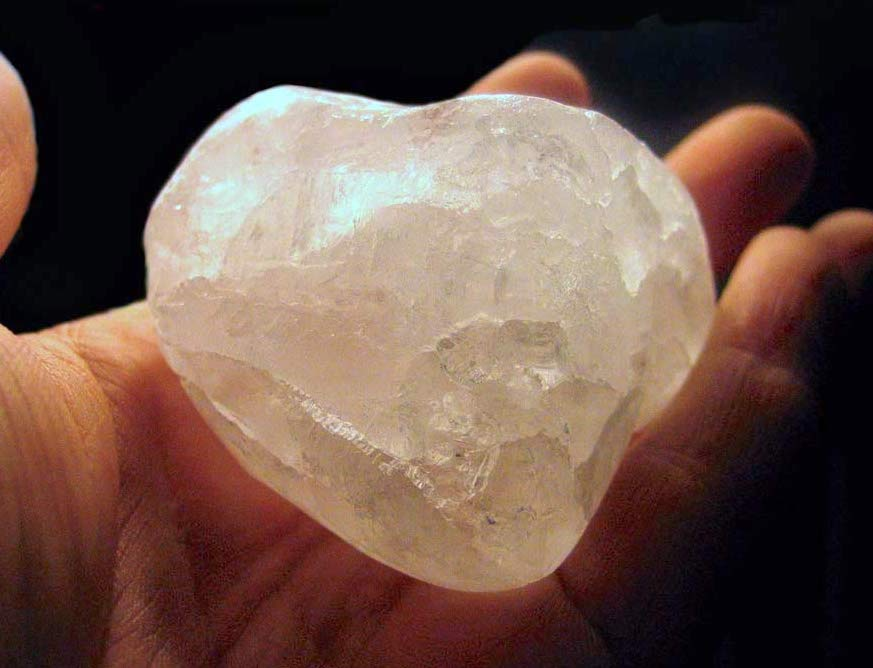
کریستالی از زاج قابض

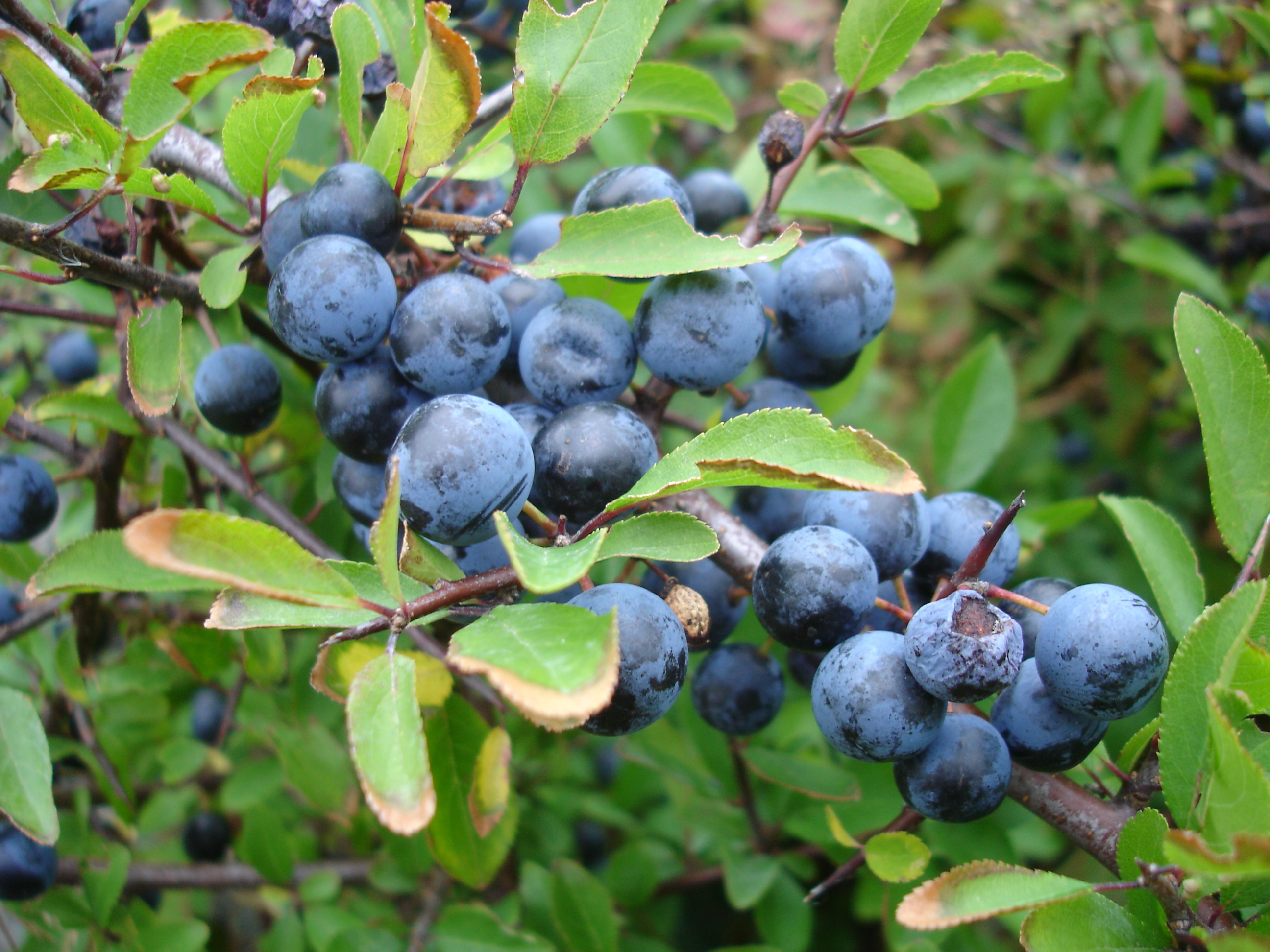
قابض‌ها و اسیدهای موجود در توت‌های تازه خار سیاه (آب‌ها) به میوه ترشی می‌دهند.

گسی در اثر یک ماده شیمیایی قابض (به انگلیسی: Astringent) (گاهی به آن adstringent گفته می‌شود) است که بافت‌های بدن را منقبض یا جمع می‌کند. این کلمه از کلمه لاتین adstringer گرفته شده‌است که به معنای «سریع بستن» است. لوسیون کالامین، فندق افسونگر، و یربا مانسا، یک گیاه کالیفرنیایی، و همچنین برگ‌های پودر شده گل مورد قابض هستند.
گس و قابض بودن (به انگلیسی: Astringency)، احساس خشکی، پف کردن یا بی‌حسی دهان ناشی از تانن در میوه‌های نارس، به میوه اجازه می‌دهد تا با جلوگیری از خوردن، بالغ شود. میوه‌های رسیده و اجزای میوه از جمله توت سیاه، آرونیا، گیلاس گلوگیر، ریواس، میوه‌های به و خرمالو (مخصوصاً آنهایی که نارس هستند)، پوست موز (یا موز نارس)، میوه‌های بادام هندی و بلوط قابض هستند. مرکبات مانند لیمو تا حدودی قابض هستند. تانن‌ها که نوعی پلی‌فنل هستند، به پروتئین‌ها متصل می‌شوند و سبب رسوب و تجمع آن‌ها می‌شود. تانن‌های موجود در برخی چای‌ها، قهوه و شراب‌های انگور قرمز مانند کابرنه سوویگنون و مرلو قابض بودن ملایمی ایجاد می‌کنند.
سنجاب‌ها، گرازهای وحشی و حشرات می‌توانند غذای قابض بخورند، زیرا زبان آنها می‌تواند طعم آن را کنترل کند.
در آیورودا، گس ششمین مزه (پس از شیرین، ترش، شور، تند، تلخ) است که با «هوا و زمین» نشان داده می‌شود.
همچنین گزارش شده‌است که سیگار کشیدن دارای اثر قابض است.